# Pfarrhaus (Martinszell)

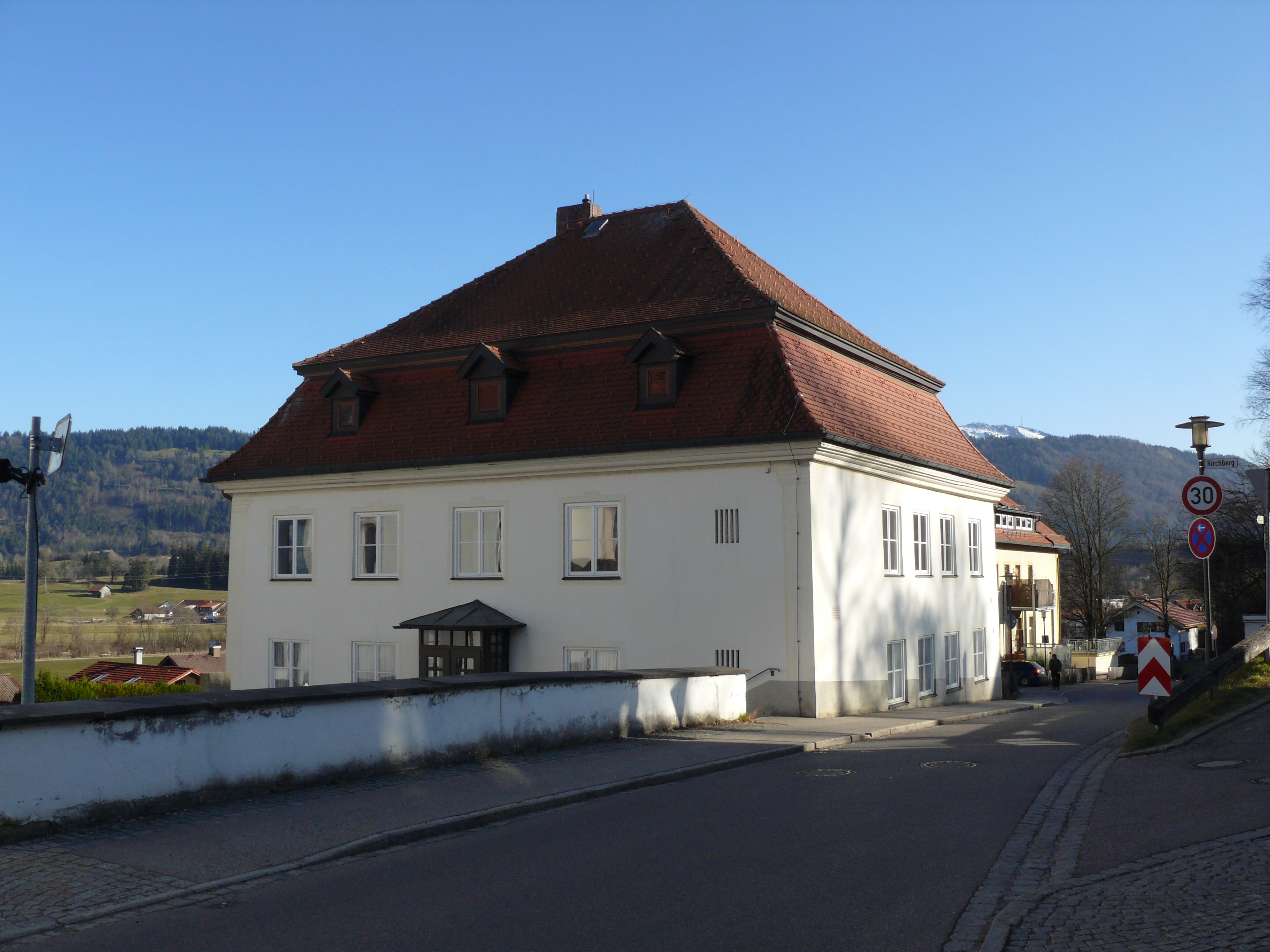
Pfarrhaus in Martinszell

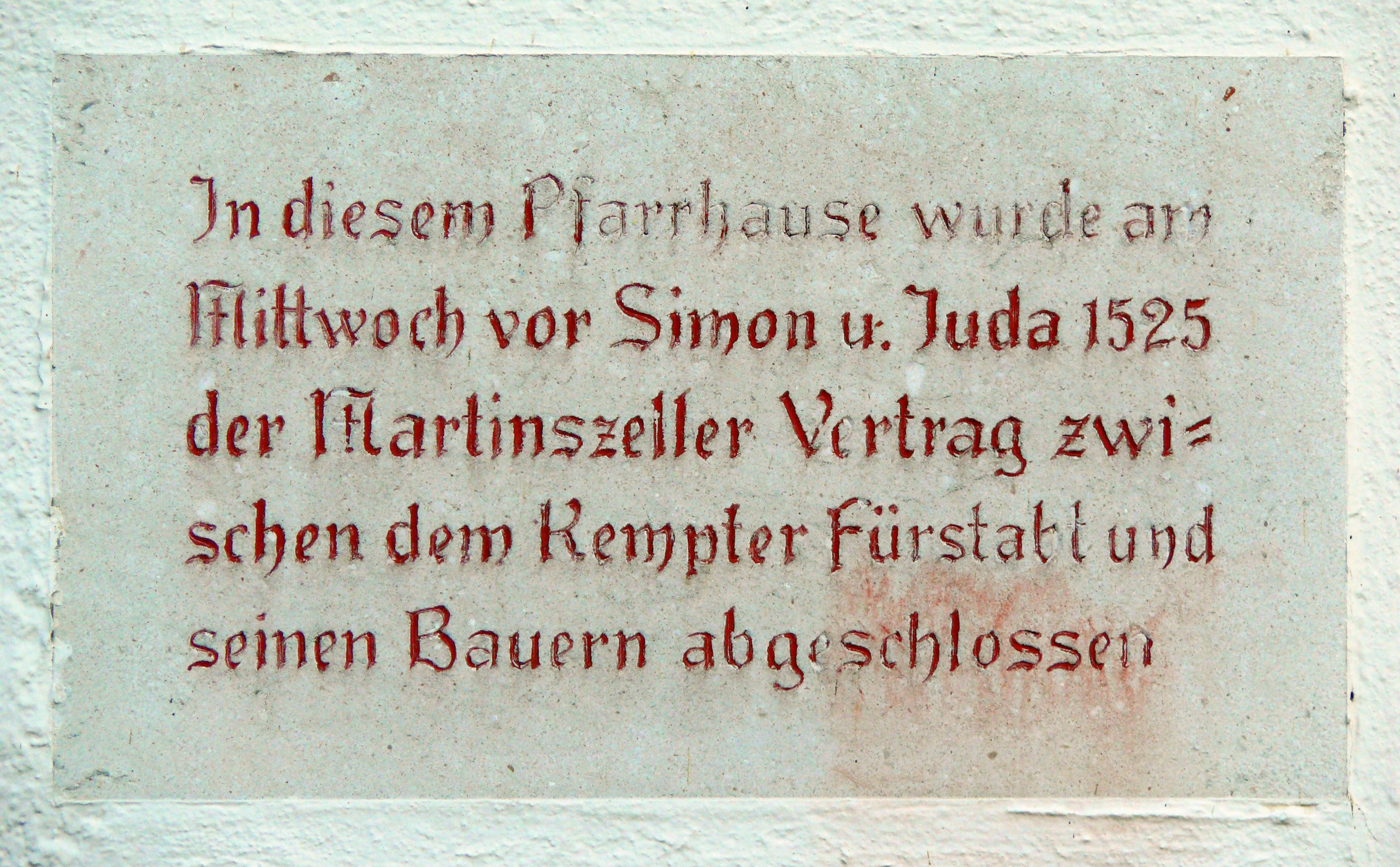
Gedenktafel für den Martinszeller Vertrag

Das Pfarrhaus in Martinszell im Allgäu, einem Gemeindeteil von Waltenhofen im Landkreis Oberallgäu im bayerischen Regierungsbezirk Schwaben, wurde 1767 errichtet. Das Pfarrhaus an der Illerstraße 17 ist ein geschütztes Baudenkmal.
Der zweigeschossige Bau mit Mansardwalmdach besitzt vier zu fünf Fensterachsen.
Eine Gedenktafel an der westlichen Hauswand erinnert an den Martinszeller Vertrag, der im Oktober 1525 am Ende des Bauernkriegs hier geschlossenen wurde: „In diesem Pfarrhause wurde am Mittwoch vor Simon und Juda 1525 der Martinszeller Vertrag zwischen dem Kempter Fürstabt und seinen Bauern abgeschlossen.“